# Denisse Arancibia
Denisse Arancibia Flores (La Paz, 9 de enero de 1982) es una directora de cine boliviana. Conocida por su trabajo en la dirección de la película Las Malcogidas, premiada como Mejor Largometraje de Ficción en los Premios Eduardo Avaroa.

## Biografía
Denisse Arancibia Flores nació en La Paz el 9 de enero de 1982, estudió licenciatura en dirección de cine en la Universidad Católica Boliviana y licenciatura en comunicación en la Universidad San Francisco De Asís.
En 2010 codirige Casting el primer largometraje de terror en Bolivia y en el año 2017 dirigió la película Las Malcogidas. En el año 2020 durante la pandemia realizó cuatro videos musicales con el fin de aportar a los movimientos feministas y la legalización del aborto. Ganó el premio FENAVID internacional 2008 con el videoclip "Espiral" a mejor video nacional, mejor videoclip y mejor edición.
Sus primeros acercamientos en el cine fueron como editora en los cortometrajes: ¿De qué color es el cielo? (2010), El último paso (2012) y Polvo (2018).

## Filmografía

#### Como directora[6]
- (2010) Casting
- (2017) Las Malcogidas

#### Como editora[6]
- (2010) ¿De qué color es el cielo?
- (2012) El último paso
- (2018) Polvo